# Кемп-Шерман (Орегон)
Кемп-Шерман (англ. Camp Sherman) — переписна місцевість (CDP) в США, в окрузі Джефферсон штату Орегон. Населення — 251 особа (2020).

## Географія
Кемп-Шерман розташований за координатами 44°26′57″ пн. ш. 121°38′59″ зх. д. / 44.44917° пн. ш. 121.64972° зх. д. (44.449305, -121.649605).  За даними Бюро перепису населення США в 2010 році переписна місцевість мала площу 8,16 км², уся площа — суходіл.

## Демографія
Згідно з переписом 2010 року, у переписній місцевості мешкали 233 особи в 118 домогосподарствах у складі 80 родин. Густота населення становила 29 осіб/км².  Було 363 помешкання (44/км²).
Расовий склад населення:
| - 95,7 % — білих - 0,9 % — вихідців з тихоокеанських островів - 0,4 % — корінних американців - 0,4 % — азіатів |

До двох чи більше рас належало 2,6 %. Частка іспаномовних становила 0,0 % від усіх жителів.
За віковим діапазоном населення розподілялося таким чином: 10,7 % — особи молодші 18 років, 58,0 % — особи у віці 18—64 років, 31,3 % — особи у віці 65 років та старші. Медіана віку мешканця становила 60,2 року. На 100 осіб жіночої статі у переписній місцевості припадало 94,2 чоловіків;  на 100 жінок у віці від 18 років та старших — 90,8 чоловіків також старших 18 років.
Середній дохід на одне домашнє господарство  становив 91 419 доларів США (медіана — 54 971), а середній дохід на одну сім'ю — 97 139 доларів (медіана — 55 625). За межею бідності перебувало 6,5 % осіб, у тому числі 69,2 % дітей у віці до 18 років та 1,8 % осіб у віці 65 років та старших.
Цивільне працевлаштоване населення становило 112 особи. Основні галузі зайнятості: виробництво — 34,8 %, науковці, спеціалісти, менеджери — 19,6 %, мистецтво, розваги та відпочинок — 19,6 %.